# Minimaal-invasieve chirurgie
Minimaal-invasieve chirurgie (MIC) (Engelse term minimally invasive surgery, afgekort MIS) is de term die wordt toegepast voor chirurgische ingrepen waarbij een veel kleinere incisie gemaakt wordt dan bij een conventionele ingreep. Het doel van MIC is om zo min mogelijk schade toe te brengen aan de zachte weefsels zoals spieren en pezen. Bij minimaal-invasieve chirurgie gaat het vooral om laparoscopische technieken. Hoewel minimaal-invasieve chirurgie grote voordelen biedt voor de patiënt (kleinere operatiewond, veel sneller herstel), lijken de risico's aanvankelijk onderschat te worden.. In 2015 is de kwaliteitstandaard voor MIC opgenomen in het register van het Zorginstituut Nederland.
Minimaal-invasieve operatietechnieken worden ook steeds meer toegepast binnen de orthopedie, bijvoorbeeld voor het plaatsen van een kunstheup of -knie. Een mogelijk nadeel van minimaal-invasieve chirurgie is het slechter zicht tijdens de operatie door de kleinere incisie in de huid. Een oplossing voor het slechter zicht tijdens de operatie is het gebruik van een computernavigatiesysteem. Met een computernavigatiesysteem kunnen chirurgen bepaalde oriëntatiepunten “zien” die zij anders niet zouden kunnen zien, waardoor het mogelijk is om minimaal-invasieve operaties met minstens net zoveel precisie als klassieke operaties uit te voeren.